# Neue Donau
Le Neue Donau (littéralement Nouveau Danube en allemand) est un bras artificiel construit sur la rive est du Danube à Vienne, en Autriche. Il a pour but premier d'empêcher l'inondation, en cas de crue, des quartiers situés en bordure du fleuve. 

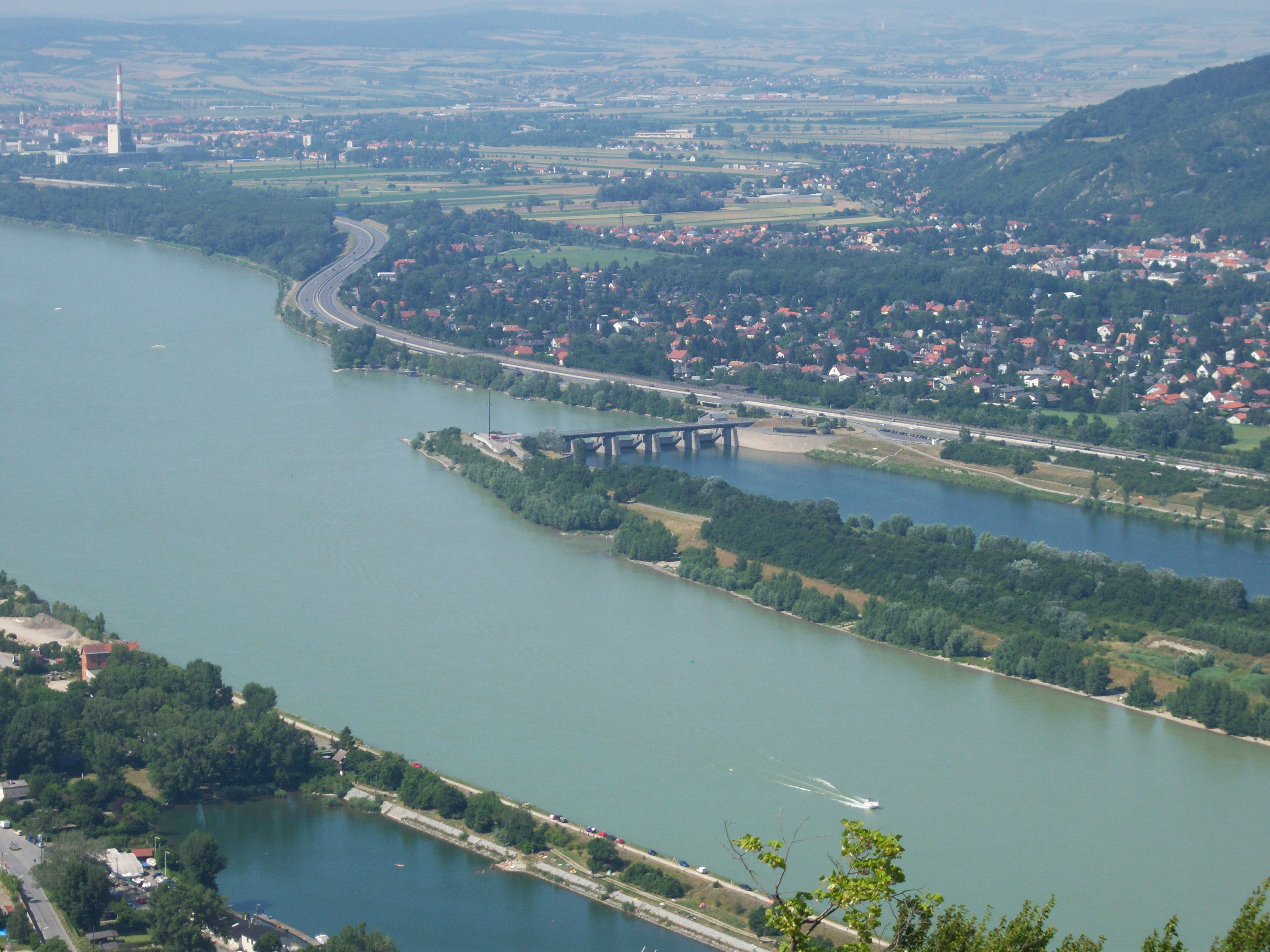
Vue depuis le Leopoldsberg de l'extrémité nord du Donauinsel et du barrage amont entre le Danube et le Neue Donau.

## Géographie
Le Neue Donau est séparé du cours naturel du fleuve par une île (Donauinsel) créée à partir des matériaux excavés lors de sa construction. Le projet dans son ensemble a été qualifié par l'ONU-Habitat comme le « premier dispositif de prévention du risque d’inondation de long terme pleinement multifonctionnel ». 
Après une crue particulièrement sévère en 1954, la ville de Vienne a pris la décision, après plusieurs années de débat, de recourir à un nouveau système de régulation des inondations, lequel apporterait par la même occasion de nouveaux espaces de loisir aux habitants. Le Neue Donau a en effet pris place sur une ancienne plaine d’inondation, composée de marécages, qui avait été construite de 1868 à 1875, dans une première tentative de prévention des inondations, mais qui s’était révélée insuffisante. 
C'est seulement en 1970 que le projet du Neue Donau a été autorisé par le gouvernement fédéral. Les travaux de construction ont commencé en 1972 et se sont poursuivis jusqu’en 1987.
Le Neue Donau s’écoule sur environ 21 km à travers l’agglomération viennoise. Il s’alimente depuis le cours naturel du Danube à Langenzersdorf en Basse-Autriche (où émerge le Donauinsel), au nord-ouest de Vienne, avant de se rejeter dans celui-ci en amont du Parc National Donau-Auen, dans le 22ème arrondissement de la ville. Sa largeur est d’environ 150m, celle de l’île variant de 70 à 220m.

## Aménagements et écologie
La régulation de l’entrée d’eau depuis le Danube s’effectue depuis un barrage situé en amont du dispositif (entre l'extrémité amont du Donauinsel et la rive est). Celui-ci est fermé en temps normal, faisant du Neau Donau un long plan d'eau. Lorsque le niveau du Danube monte, le barrage s’ouvre pour remplir autant que nécessaire le Neue Donau. Le niveau de ce dernier étant lui-même régulé par deux barrages internes (le premier au niveau du Praterbrücke, le second au niveau du terminal pétrolier de Lobau, 1,5 km environ avant la jonction avec le Danube), délimitant ainsi deux bassins distincts.
Le Neue Donau et le Donauinsel sont accessibles par les lignes U6 et U2 du métro de Vienne ainsi que par diverses lignes de tramway et de bus. Des cheminements piétons et cyclables permettent de parcourir le Donauinsel sur toute sa longueur, et d’accéder aux nombreux équipements de loisirs (aires de jeux, installations sportives, et espaces de restauration) qu'il accueille.